# Donaustadt
Donaustadt est le vingt-deuxième et le plus grand arrondissement de Vienne. Le quartier à l’est de la ville, qui n’existe sous cette forme que depuis 1954, est de loin le plus grand et le plus peuplé après Favoriten. Donaustadt, qui représente près d’un quart de la superficie municipale de Vienne, se caractérise par une apparence diversifiée.

## Lieux
- Donau City : quartier d'affaires de Vienne
- Vienna International Centre ou UNO City, un des sièges de l'ONU
- Tour du Danube, tour de télécommunications de 170 mètres

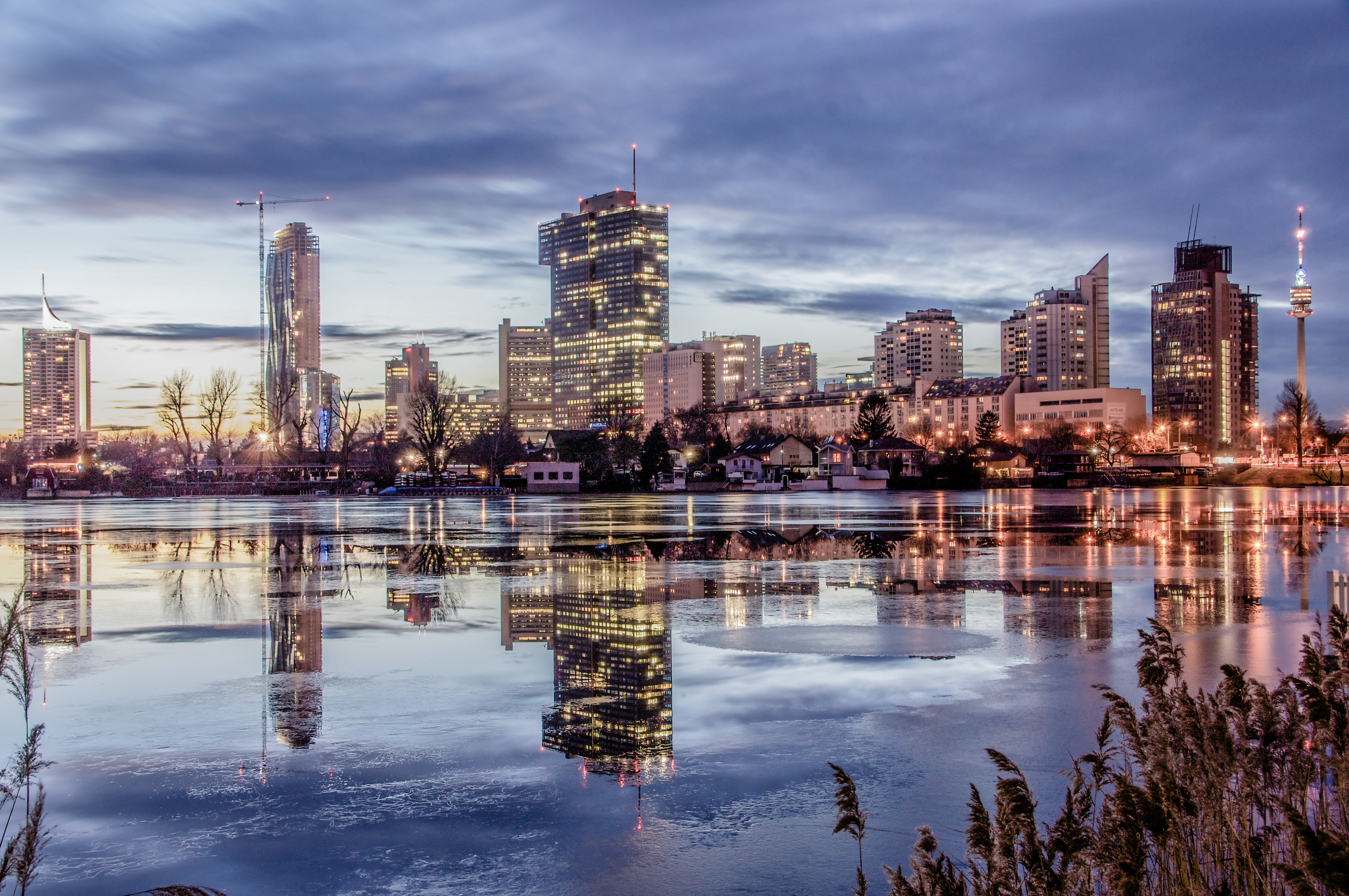
Donaustadt vu du Vieux Danube.

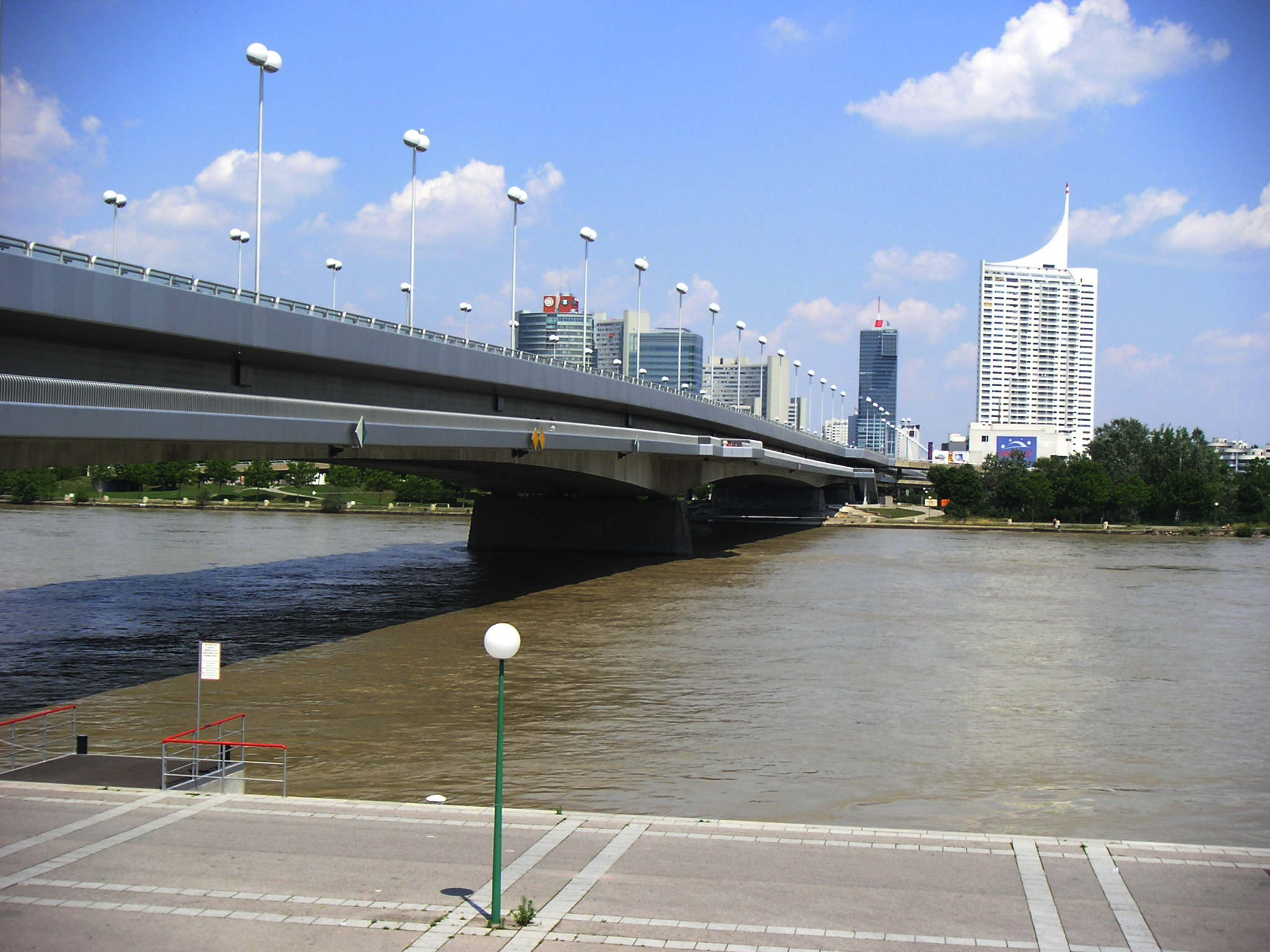
Le Reichsbrücke (le pont de l'Empire), le principal pont reliant Leopoldstadt et le centre de Vienne avec Donaustadt (à travers le Danube), avec vue sur la skyline de Kaisermühlen.

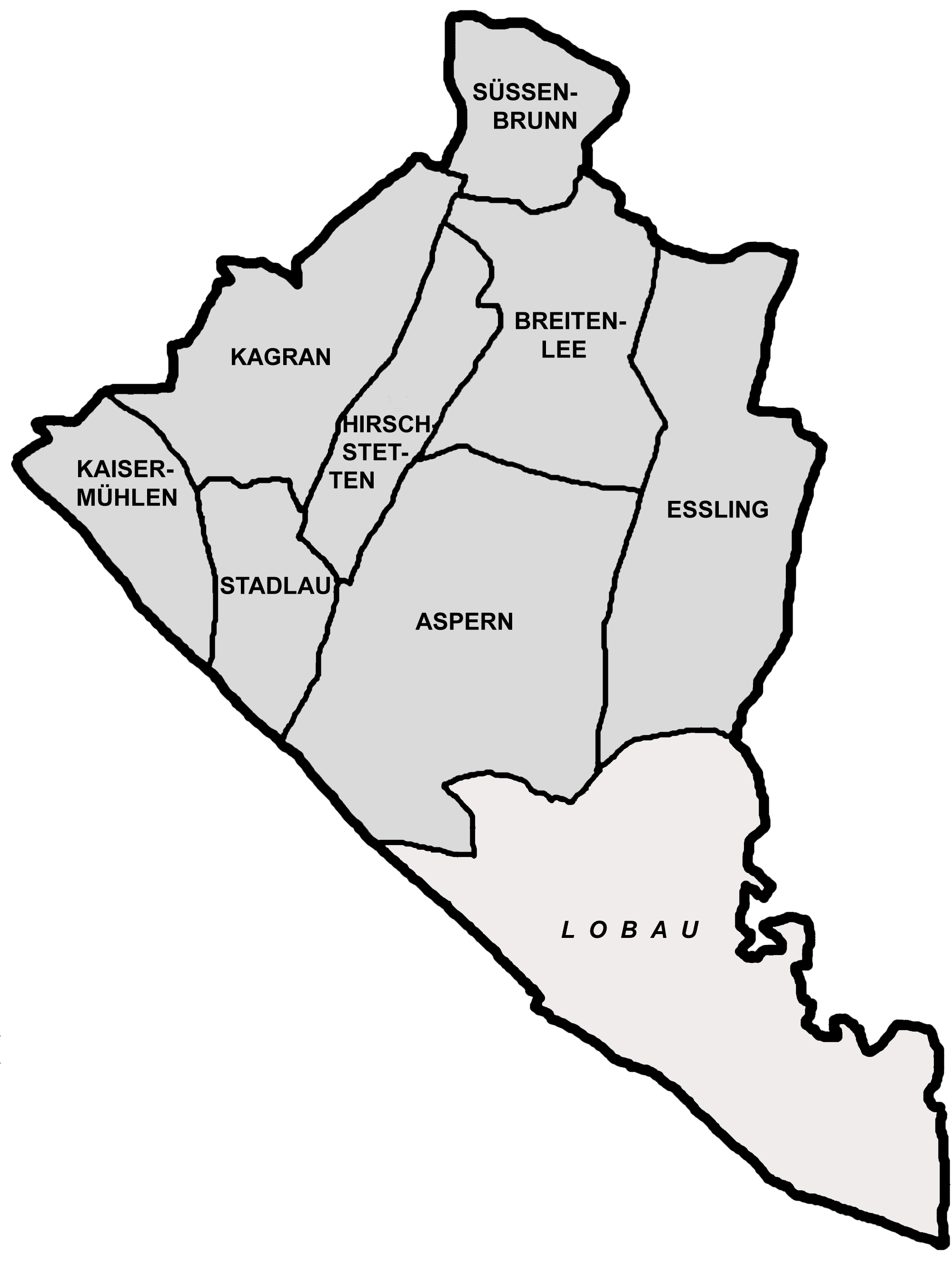
Carte des districts de Donaustadt, avec Lobau au sud.

- Donaupark, parc de 60 hectares